# Vozli Čebišova
Vôzli Čebišova [~ čebíšova] (tudi vozli Čebiševa) so v matematiki in numerični analizi ničle polinomov Čebišova. Pri izbiri za interpolacijo so zelo pripravni in z njimi se lahko ogne problemom Rungejevega pojava.
Za n vozlov na intervalu [-1, 1] se lahko vozle Čebišova določi kot:
{\displaystyle x_{i}=\cos \left({\frac {2i-1}{2n}}\pi \right)\!\,,}
kjer je:
{\displaystyle 1\leq i\leq n\!\,.}
Za poljuben interval [a, b] se lahko uporabi linearno transformacijo, da se dobi:
{\displaystyle x_{i}={\frac {1}{2}}(a+b)+{\frac {1}{2}}(b-a)\cos \left({\frac {2i-1}{2n}}\pi \right)\!\,.}

## Dokaz
Naj je Tn polinom Čebišova oblike:
{\displaystyle T_{n}(x)=\cos(n\cos ^{-1}(x))\!\,.}
Funkcija kosinus ima periodične ničle:
{\displaystyle r_{i}=(2i-1){\frac {\pi }{2}}\!\,}
za vsak cel i, kar da:
{\displaystyle T_{n}(x_{i})=\cos(n\cos ^{-1}(x_{i}))=\cos(r_{i})=0\!\,.}
Tako ničle polinomov Čebišova nastopajo pri:
{\displaystyle n\cos ^{-1}(x_{i})=r_{i}\!\,,}
kar se lahko reši za xi, da se dobi:
{\displaystyle x_{i}=\cos \left({\frac {2i-1}{2n}}\pi \right)\!\,.}